# إليزابيث هاردي
إليزابيث هاردي (بالإنجليزية: Elizabeth Hardy)‏ (1794، جزيرة أيرلندا في المملكة المتحدة - 1854)؛ روائية بريطانية.